# Khí tượng qui mô lớn
Khí tượng quy mô lớn (tiếng Anh: synoptic scale, large scale hay cyclonic scale) là khí tượng quy mô chiều ngang khoảng 1000 km (khoảng 620 dặm) trở lên. Điều này tương ứng với quy mô bề ngang điển hình của các khu vực áp suất thấp ở vĩ độ trung (ví dụ: xoáy thuận ngoài nhiệt đới). Hầu hết các khu vực áp suất cao và thấp được thấy trên bản đồ thời tiết như các phân tích thời tiết bề mặt là các hệ thống quy mô lớn, vận chuyển bởi sóng Rossby ở bán cầu tương ứng. Các khu vực áp suất thấp và các vùng frông liên quan xảy ra trên rìa dẫn trước của một rãnh trong mô hình sóng Rossby, trong khi các khu vực áp suất cao trên bề mặt hình thành trên rìa sau của rãnh. Hầu hết các vùng giáng thủy xảy ra gần các vùng frông.

## Phân tích thời tiết bề mặt

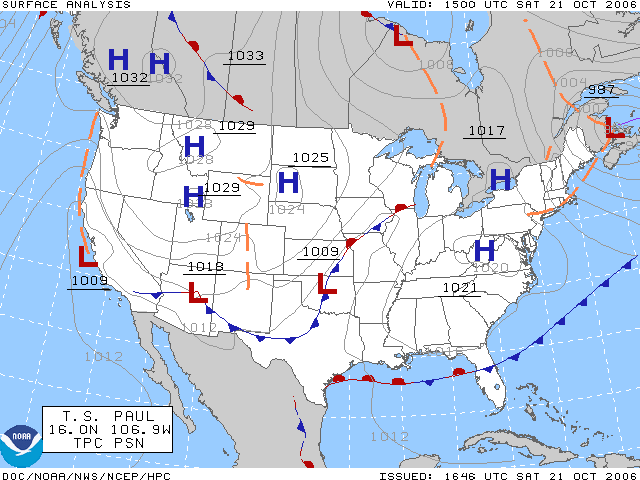
Một phân tích thời tiết bề mặt cho Hoa Kỳ vào ngày 21 tháng 10 năm 2006.

Một phân tích thời tiết bề mặt là một loại bản đồ thời tiết đặc biệt cung cấp một cảnh quan về các yếu tố thời tiết trên một khu vực địa lý tại một thời điểm nhất định dựa trên thông tin từ các trạm thời tiết đặt trên mặt đất . Bản đồ thời tiết được tạo ra bằng cách vẽ hoặc tra cứu các giá trị của các số liệu có liên quan như áp suất mặt biển, nhiệt độ, và độ che phủ mây lên một bản đồ địa lý để giúp tìm các đặc trưng quy mô lớn như frông thời tiết.
Các bản đồ thời tiết đầu tiên trong thế kỷ 19 được vẽ rõ ràng để giúp đưa ra một giả thuyết về các hệ thống bão. Sự xuất hiện của điện tín làm cho quan sát thời tiết đồng thời trở thành khả thi, và bắt đầu vào cuối những năm 1840, Viện Smithsonian trở thành tổ chức đầu tiên thu thập phân tích thời gian thực. Việc sử dụng các phân tích bề mặt đã bắt đầu ở Hoa Kỳ, lan rộng khắp thế giới trong những năm 1870. Sử dụng mô hình xoáy thuận của Na Uy để phân tích frông bắt đầu vào cuối những năm 1910 trên khắp châu Âu, với việc sử dụng nó cuối cùng đã lan sang Hoa Kỳ trong Thế chiến II.
Phân tích thời tiết bề mặt sử dụng các ký hiệu đặc biệt để thể hiện các hệ thống frông, độ che phủ mây, lượng giáng thủy, hoặc các thông tin quan trọng khác. Ví dụ, một H đại diện cho áp suất cao, ngụ ý thời tiết tốt. Một L đại diện cho áp suất thấp, thường đi kèm với giáng thủy. Các ký hiệu khác nhau được sử dụng không chỉ cho các khu vực frông và các ranh giới bề mặt khác trên bản đồ thời tiết mà còn để mô tả thời tiết hiện tại tại các vị trí khác nhau trên bản đồ thời tiết. Các khu vực giáng thủy giúp xác định kiểu và vị trí của frông. Các hệ thống quy mô trung và các ranh giới như các cơn lốc xoáy nhiệt đới, ranh giới dòng chảy ra và các đường gió giật cũng được phân tích trên phân tích thời tiết bề mặt. Các đường đẳng áp thường được sử dụng để đặt các ranh giới bề mặt từ vĩ độ ngựa hướng cực, trong khi các phân tích luồng khí được sử dụng ở các vùng nhiệt đới.

## Xoáy thuận ngoài nhiệt đới

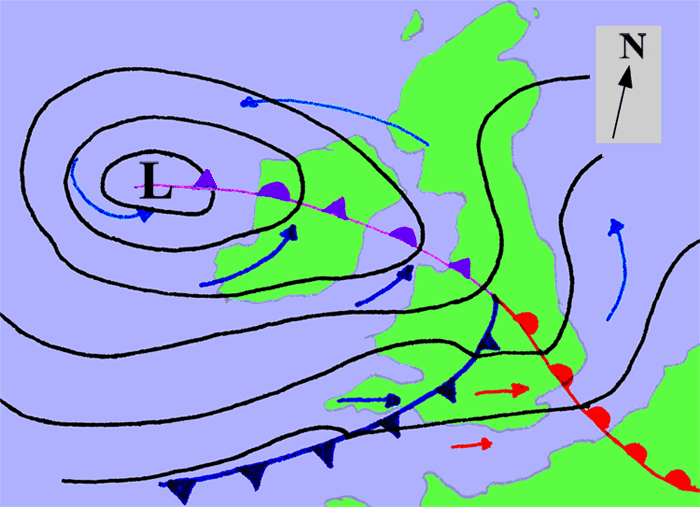
Một biểu đồ quy mô lớn giả tưởng của một cơn lốc xoáy thuận ngoài nhiệt đới ảnh hưởng đến Anh và Ireland. Các mũi tên màu xanh giữa các đường đẳng áp cho biết hướng của gió, trong khi ký hiệu "L" tượng trưng cho trung tâm của "khu vực áp suất thấp". Lưu ý ranh giới frông bị hấp lưu, lạnh và nóng.

Một xoáy thuận ngoài nhiệt đới là một hệ thống thời tiết áp suất thấp quy mô lớn không có các đặc trưng nhiệt đới hoặc vùng cực, được kết nối với các frông và các chênh lệch bề ngang ở nhiệt độ và điểm sương được gọi là "các vùng tà áp".
Mô tả "ngoài nhiệt đới" đề cập đến thực tế là loại xoáy thuận này thường xảy ra bên ngoài vùng nhiệt đới, ở vĩ độ trung gian của trái đất. Các hệ thống này cũng có thể được mô tả là "xoáy thuận ở vĩ độ trung" do khu vực từ đó nó hình thành, hoặc "hậu xoáy thuận nhiệt đới", nơi quá trình chuyển tiếp xoáy thuận ngoài nhiệt đới xảy ra, và thường được mô tả là "vùng trũng" (áp thấp) hoặc "áp thấp" bởi các nhà dự báo thời tiết và công chúng. Đây là những hiện tượng hàng ngày cùng với các xoáy nghịch, vận chuyển thời tiết trên trái đất.
Mặc dù các xoáy thuận ngoài nhiệt đới hầu như luôn luôn được phân loại như là tà áp vì chúng hình thành theo các vùng nhiệt độ và độ dốc điểm sương trong gió Tây ôn đới, đôi khi chúng có thể trở thành hướng áp muộn trong vòng đời của chúng khi sự phân bố nhiệt độ xung quanh xoáy thuận trở nên khá đồng đều với bán kính. Một xoáy thuận ngoài nhiệt đới có thể biến đổi thành một cơn bão cận nhiệt đới, và từ đó thành một xoáy thuận nhiệt đới, nếu nó ở trên vùng nước nóng và phát triển sự đối lưu trung tâm, làm ấm lõi của nó.

## Hệ thống áp suất cao bề mặt

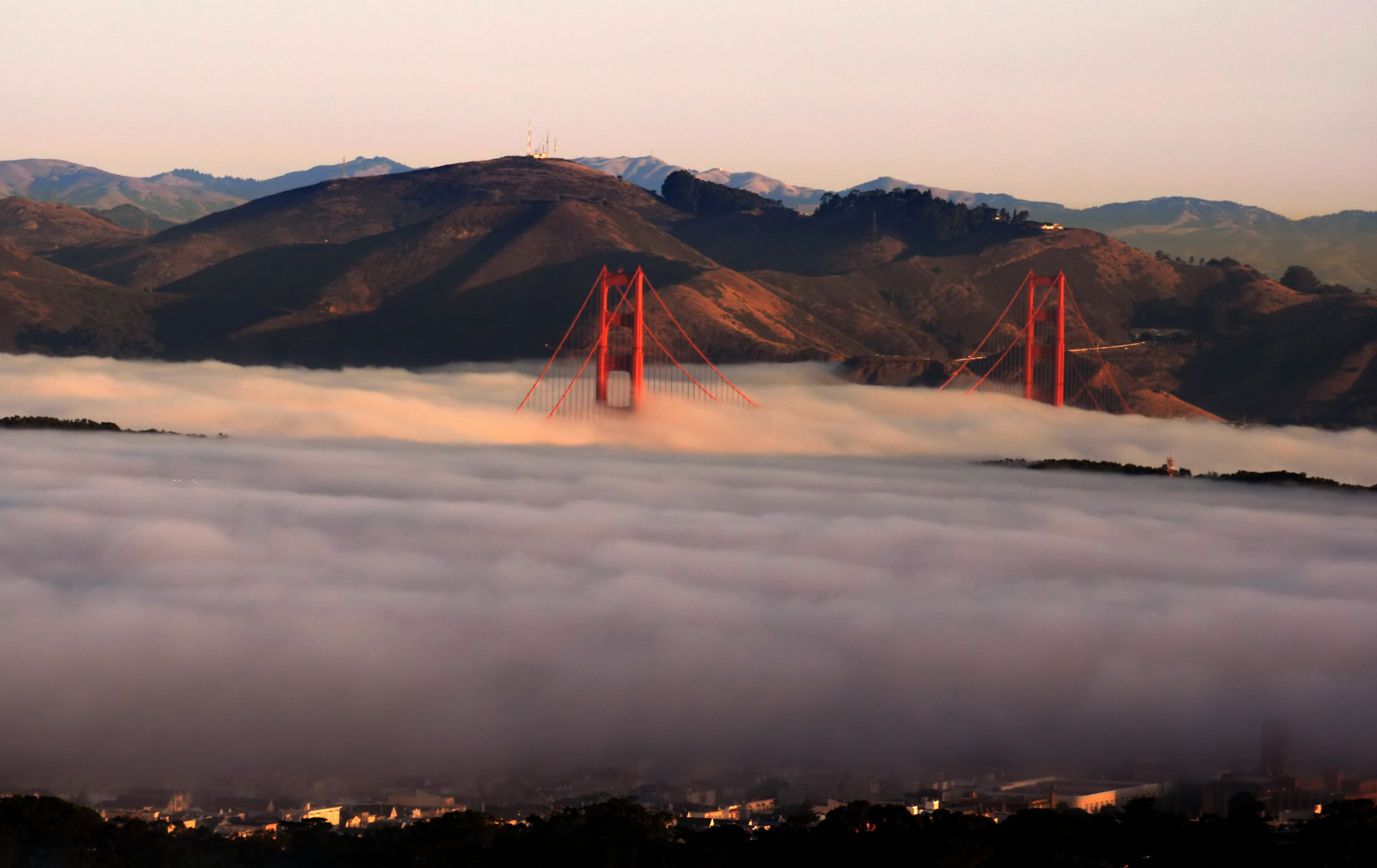
Cầu Golden Gate trong sương mù

Khu vực áp suất cao thường xuyên kết hợp với gió nhẹ ở bề mặt và sụt lún qua phần dưới của tầng đối lưu. Nói chung, sự sụt lún sẽ làm khô một khối không khí bằng sưởi ấm đoạn nhiệt, hoặc nén. Do đó, áp suất cao thường mang lại bầu trời trong trẻo. 
Ban ngày, vì không có đám mây phản chiếu ánh sáng mặt trời nên sẽ có nhiều bức xạ mặt trời ngắn hơn và nhiệt độ tăng lên. Vào ban đêm, sự vắng mặt của đám mây có nghĩa là bức xạ sóng dài ra (tức là năng lượng nhiệt từ bề mặt) không bị hấp thụ, cho nhiệt độ thấp ngày đêm mát mẻ hơn trong tất cả các mùa. Khi gió bề mặt trở nên nhẹ, sự sụt lún được tạo ra trực tiếp dưới một hệ thống áp suất cao có thể dẫn đến sự tích tụ các hạt trong các khu vực đô thị dưới dãy dài áp suất thấp, dẫn đến sự lan rộng sương mù. Nếu độ ẩm tương đối ở tầng thấp tăng lên 100% qua đêm, sương mù có thể hình thành .
Các hệ thống áp lực cao nông cạn về chiều dọc di chuyển từ các vĩ độ cao hơn đến các vĩ độ thấp hơn ở bán cầu bắc có liên quan đến khối lượng không khí Bắc bán cầu lục địa . Một khi không khí Bắc cực di chuyển qua một đại dương không đông kết, không khí thay đổi rất nhiều trên nước ấm hơn và mang đặc tính của khối không khí biển làm giảm sức mạnh của hệ thống áp suất cao . Khi không khí vô cùng lạnh chuyển động trên các đại dương tương đối ấm áp, một vùng áp suất cao cực có thể phát triển. Tuy nhiên, không khí ấm áp và ẩm ướt (hoặc khí hậu nhiệt đới biển) di chuyển hướng cực từ các nguồn nhiệt đới chậm thay đổi hơn khối lượng không khí cực.
Trên các bản đồ thời tiết, các khu vực này cho thấy gió hội tụ (isotachs), gần hoặc cao hơn mức không phân kỳ, gần bề mặt áp suất 500 hPa ở khoảng giữa của tầng đối lưu, và khoảng một nửa áp suất khí quyển tại bề mặt.
Các hệ thống áp suất cao thường được gọi thay vào đó là xoáy nghịch (anticyclone). Trên bản đồ thời tiết tiếng Anh, các trung tâm áp suất cao được xác định bằng chữ H bằng tiếng Anh, trong đó đường đẳng áp (isobar) có giá trị áp suất cao nhất. Trên các biểu đồ cấp cao áp liên tục, nó nằm trong đường viền chiều cao cao nhất 

## Frông thời tiết

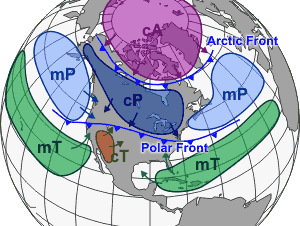
Các khối không khí khác nhau ảnh hưởng đến Bắc Mỹ, cũng như các lục địa khác, có khuynh hướng bị ngăn cách bởi ranh giới frông. Trong hình minh hoạ này, frông Bắc cực phân cách Bắc cực khỏi khối lượng không khí cực, trong khi frông cực tách không khí cực ra khỏi khối lượng không khí nóng. (cA là lục địa Bắc cực, cP là cực lục địa, mP là cực biển, cT là lục địa, và mT là biển nhiệt đới.)

Frông thời tiết (trạng thái của khí quyển) là một ranh giới tách hai khối không khí có mật độ khác nhau và là nguyên nhân chính gây ra các hiện tượng khí tượng ở bên ngoài vùng nhiệt đới. Trong phân tích thời tiết bề mặt, các frông được miêu tả bằng cách sử dụng các hình tam giác và vòng tròn màu khác nhau, tùy thuộc vào kiểu frông. Khối lượng không khí bị ngăn cách bởi một frông thường khác nhau về nhiệt độ và độ ẩm. Frông lạnh có thể có các dải hẹp của các cơn dông và thời tiết khắc nghiệt, và có thể được đi trước bởi các đường squall hoặc đường khô. Frông nóng thường có mưa và sương mù. Thời tiết thường trở nên trong sáng sau khi một frông đi qua. Một số frông không có mưa và ít mây, mặc dù luôn thay đổi gió.
Frông lạnh và frông hấp lưu thường di chuyển từ tây sang đông, trong khi các frông nóng di chuyển hướng cực. Do có mật độ không khí cao hơn, frông lạnh và frông hấp lưu di chuyển nhanh hơn frông nóng và các hấp lưu ấm. Dãy núi và các vùng nước nóng có thể làm chậm chuyển động của frông. Khi một frông trở nên tĩnh, và độ tương phản mật độ trên ranh giới mặt trước biến mất,frông có thể thoái hoá thành một đường phân cách các vùng có vận tốc gió khác nhau, gọi là đường cắt. Điều này phổ biến nhất trong đại dương.